# Championnats d'Europe de patinage artistique 1997
Navigation
Édition précédente Édition suivante
Les championnats d'Europe de patinage artistique 1997 ont lieu du 21 au 25 janvier 1997 au palais omnisports de Paris-Bercy à Paris en France.
Pour la première fois, des athlètes israéliens participent aux championnats d'Europe, alors que ce pays n'est pas en Europe mais en Asie. 

## Qualifications
Les patineurs sont éligibles à l'épreuve s'ils représentent une nation européenne membre de l'Union internationale de patinage (International Skating Union en anglais) et s'ils ont atteint l'âge de 15 ans avant le 1er juillet 1996 dans leur pays de naissance. Les fédérations nationales sélectionnent leurs patineurs en fonction de leurs propres critères.
Sur la base des résultats des championnats d'Europe 1996, l'Union internationale de patinage autorise chaque pays à avoir de une à trois inscriptions par discipline.
| Entrées                                                           | Messieurs                    | Dames                                                           | Couples                     | Danse sur glace                                               |
| ----------------------------------------------------------------- | ---------------------------- | --------------------------------------------------------------- | --------------------------- | ------------------------------------------------------------- |
| 3                                                                 | France Russie Ukraine        | France Russie                                                   | Allemagne France Russie     | Russie Ukraine                                                |
| 2                                                                 | Hongrie Roumanie Royaume-Uni | Allemagne Azerbaïdjan Finlande Hongrie Pologne Tchéquie Ukraine | Pologne Royaume-Uni Ukraine | Allemagne France Italie Lituanie Pologne Royaume-Uni Tchéquie |
| Si non répertorié ci-dessus, une seule inscription est autorisée. |                              |                                                                 |                             |                                                               |

Pour la troisième année (après les championnats européens de 1994 et 1996), l'Union internationale de patinage impose une ronde des qualifications pour les catégories individuelles masculine et féminine. Les qualifications sont divisées en deux groupes A et B. Pour ces championnats européens 1997, le top 15 de chaque groupe accède au programme court, puis le top 24 accède au programme libre. Les scores des qualifications ne comptent pas pour le score final.

## Podiums
| Épreuves                            | Or                                   | Argent                               | Bronze                               |
| ----------------------------------- | ------------------------------------ | ------------------------------------ | ------------------------------------ |
| Messieurs résultats détaillés       | Aleksey Urmanov                      | Philippe Candeloro                   | Vyacheslav Zahorodnyuk               |
| Dames résultats détaillés           | Irina Sloutskaïa                     | Krisztina Czakó                      | Yulia Lavrenchuk                     |
| Couples résultats détaillés         | Marina Eltsova / Andrei Bushkov      | Mandy Wötzel / Ingo Steuer           | Elena Berejnaïa / Anton Sikharulidze |
| Danse sur glace résultats détaillés | Oksana Grichtchouk / Ievgueni Platov | Anzhelika Krylova / Oleg Ovsiannikov | Sophie Moniotte / Pascal Lavanchy    |

## Tableau des médailles
| Rang  | Nation    | Or | Argent | Bronze | Total |
| ----- | --------- | -- | ------ | ------ | ----- |
| 1     | Russie    | 4  | 1      | 1      | 6     |
| 2     | France    | 0  | 1      | 1      | 2     |
| 3     | Allemagne | 0  | 1      | 0      | 1     |
| 3     | Hongrie   | 0  | 1      | 0      | 1     |
| 5     | Ukraine   | 0  | 0      | 2      | 2     |
| Total | Total     | 4  | 4      | 4      | 12    |

## Détails des compétitions
Pour la saison 1996/1997, les calculs des points se font selon la méthode suivante :
- chez les Messieurs, les Dames et les Couples artistiques (0.5 point par place pour le programme court, 1 point par place pour le programme libre)
- en danse sur glace (0.4 point par place pour les deux danses imposées, 0.6 point par place pour la danse originale, 1 point par place pour la danse libre)

### Messieurs
| Rang                                        | Nom                    | Nation      | Qualif. A | Qualif. B | Points | Prog. court | Prog. libre |
| ------------------------------------------- | ---------------------- | ----------- | --------- | --------- | ------ | ----------- | ----------- |
| 1                                           | Aleksey Urmanov        | Russie      |           | 1         | 4.0    | 6           | 1           |
| 2                                           | Philippe Candeloro     | France      | 2         |           | 4.0    | 4           | 2           |
| 3                                           | Vyacheslav Zahorodnyuk | Ukraine     | 6         |           | 4.0    | 2           | 3           |
| 4                                           | Ilia Kulik             | Russie      | 4         |           | 5.5    | 1           | 5           |
| 5                                           | Aleksey Yagudin        | Russie      |           | 3         | 6.5    | 5           | 4           |
| 6                                           | Andrejs Vlascenko      | Allemagne   |           | 4         | 7.5    | 3           | 6           |
| 7                                           | Igor Pashkevich        | Azerbaïdjan |           | 2         | 11.5   | 9           | 7           |
| 8                                           | Dmytro Dmytrenko       | Ukraine     | 3         |           | 12.0   | 8           | 8           |
| 9                                           | Ivan Dinev             | Bulgarie    |           | 8         | 15.5   | 11          | 10          |
| 10                                          | Michael Tyllesen       | Danemark    | 8         |           | 16.0   | 14          | 9           |
| 11                                          | Steven Cousins         | Royaume-Uni |           | 5         | 16.0   | 10          | 11          |
| 12                                          | Evgeni Pliuta          | Ukraine     | 1         |           | 16.5   | 7           | 13          |
| 13                                          | Markus Leminen         | Finlande    | 12        |           | 19.5   | 15          | 12          |
| 14                                          | Michael Shmerkin       | Israël      | 5         |           | 21.0   | 12          | 15          |
| 15                                          | Neil Wilson            | Royaume-Uni |           | 10        | 22.0   | 16          | 14          |
| 16                                          | Cornel Gheorghe        | Roumanie    |           | 6         | 23.5   | 13          | 17          |
| 17                                          | Patrick Meier          | Suisse      |           | 11        | 25.0   | 18          | 16          |
| 18                                          | Gilberto Viadana       | Italie      |           | 9         | 26.5   | 17          | 18          |
| 19                                          | Thierry Cérez          | France      |           | 7         | 29.5   | 19          | 20          |
| 20                                          | Vakhtang Murvanidze    | Géorgie     | 11        |           | 31.0   | 24          | 19          |
| 21                                          | Patrick Schmit         | Luxembourg  | 9         |           | 31.0   | 20          | 21          |
| 22                                          | Roman Martõnenko       | Estonie     | 13        |           | 33.5   | 23          | 22          |
| 23                                          | Jordi Pedro Roya       | Espagne     |           | 14        | 33.5   | 21          | 23          |
| 24                                          | Róbert Kažimír         | Slovaquie   |           | 15        | 35.0   | 22          | 24          |
| Patineurs éliminés après le programme court |                        |             |           |           |        |             |             |
| 25                                          | Marius Negrea          | Roumanie    | 14        |           |        | 25          | NC          |
| 26                                          | Robert Grzegorczyk     | Pologne     |           | 12        |        | 26          | NC          |
| 27                                          | Jan Čejvan             | Slovénie    | 15        |           |        | 27          | NC          |
| 28                                          | Alexander Murashko     | Biélorussie | 10        |           |        | 28          | NC          |
| 29                                          | Karel Nekola           | Tchéquie    |           | 16        |        | 29          | NC          |
| 30                                          | Matthew van den Broeck | Belgique    | 16        |           |        | 30          | NC          |
| 31                                          | Edgar Grigoryan        | Arménie     |           | 17        |        | 31          | NC          |
| Abandon                                     | Szabolcs Vidrai        | Hongrie     | 7         |           |        | NC          | NC          |
| Abandon                                     | Florian Tuma           | Autriche    |           | 13        |        | NC          | NC          |

### Dames
| Rang                                          | Nom                   | Nation      | Qualif. A | Qualif. B | Points | Prog. court | Prog. libre |
| --------------------------------------------- | --------------------- | ----------- | --------- | --------- | ------ | ----------- | ----------- |
| 1                                             | Irina Sloutskaïa      | Russie      | 2         |           | 1.5    | 1           | 1           |
| 2                                             | Krisztina Czakó       | Hongrie     | 6         |           | 5.0    | 2           | 4           |
| 3                                             | Yulia Lavrenchuk      | Ukraine     | 8         |           | 5.5    | 5           | 3           |
| 4                                             | Maria Butyrskaya      | Russie      | 1         |           | 6.5    | 9           | 2           |
| 5                                             | Elena Liashenko       | Ukraine     |           | 1         | 10.5   | 7           | 7           |
| 6                                             | Vanessa Gusmeroli     | France      | 3         |           | 10.5   | 3           | 9           |
| 7                                             | Eva-Maria Fitze       | Allemagne   |           | 2         | 12.0   | 12          | 6           |
| 8                                             | Olga Markova          | Russie      | 4         |           | 13.0   | 10          | 8           |
| 9                                             | Surya Bonaly          | France      |           | 6         | 13.0   | 6           | 10          |
| 10                                            | Zuzanna Szwed         | Pologne     |           | 8         | 14.0   | 18          | 5           |
| 11                                            | Lenka Kulovaná        | Tchéquie    | 7         |           | 14.0   | 4           | 12          |
| 12                                            | Laëtitia Hubert       | France      |           | 5         | 16.5   | 11          | 11          |
| 13                                            | Anna Rechnio          | Pologne     |           | 7         | 18.0   | 8           | 14          |
| 14                                            | Julia Vorobieva       | Azerbaïdjan |           | 3         | 21.5   | 17          | 13          |
| 15                                            | Anina Fivian          | Suisse      | 14        |           | 22.5   | 15          | 15          |
| 16                                            | Julia Lautowa         | Autriche    |           | 4         | 23.0   | 14          | 16          |
| 17                                            | Veronika Dytrt        | Allemagne   | 5         |           | 23.5   | 13          | 17          |
| 18                                            | Alisa Drei            | Finlande    |           | 9         | 27.0   | 16          | 19          |
| 19                                            | Mojca Kopač           | Slovénie    |           | 11        | 28.5   | 21          | 18          |
| 20                                            | Diána Póth            | Hongrie     |           | 10        | 30.0   | 20          | 20          |
| 21                                            | Marta Andrade         | Espagne     | 10        |           | 31.5   | 19          | 22          |
| 22                                            | Tony Bombardieri      | Italie      | 12        |           | 32.0   | 22          | 21          |
| 23                                            | Anna Dimova           | Bulgarie    | 11        |           | 35.0   | 24          | 23          |
| 24                                            | Zuzanna Paurova       | Slovaquie   |           | 12        | 35.5   | 23          | 24          |
| Patineuses éliminées après le programme court |                       |             |           |           |        |             |             |
| 25                                            | Klara Bramfeldt       | Suède       |           | 13        |        | 25          | NC          |
| 26                                            | Ekaterina Golovatenko | Estonie     | 15        |           |        | 26          | NC          |
| 27                                            | Jenna Arrowsmith      | Royaume-Uni | 13        |           |        | 27          | NC          |
| 28                                            | Sanna-Maija Wiksten   | Finlande    | 9         |           |        | 28          | NC          |
| 29                                            | Ivana Jakupcevic      | Croatie     |           | 14        |        | 29          | NC          |
| 30                                            | Kaja Hanevold         | Norvège     |           | 15        |        | 30          | NC          |
| Patineuses éliminées après les qualifications |                       |             |           |           |        |             |             |
| 31                                            | Anastasia Efimova     | Azerbaïdjan | 16        |           |        | NC          | NC          |
| 31                                            | Valeria Trifancova    | Lettonie    |           | 16        |        | NC          | NC          |
| 33                                            | Selma Duijn           | Pays-Bas    | 17        |           |        | NC          | NC          |
| 33                                            | Patricia Ferriot      | Belgique    |           | 17        |        | NC          | NC          |
| 35                                            | Ece Aksuyen           | Turquie     |           | 18        |        | NC          | NC          |
| 35                                            | Noemi Bedo            | Roumanie    | 18        |           |        | NC          | NC          |
| 37                                            | Valentina Gazeleridou | Grèce       |           | 19        |        | NC          | NC          |
| 37                                            | Merine Tadevosyan     | Arménie     | 19        |           |        | NC          | NC          |

### Couples
| Rang | Nom                                     | Nation      | Points | Prog. court | Prog. libre |
| ---- | --------------------------------------- | ----------- | ------ | ----------- | ----------- |
| 1    | Marina Eltsova / Andrei Bushkov         | Russie      | 1.5    | 1           | 1           |
| 2    | Mandy Wötzel / Ingo Steuer              | Allemagne   | 3.0    | 2           | 2           |
| 3    | Elena Berejnaïa / Anton Sikharulidze    | Russie      | 5.0    | 4           | 3           |
| 4    | Sarah Abitbol / Stéphane Bernadis       | France      | 5.5    | 3           | 4           |
| 5    | Evgenia Shishkova / Vadim Naumov        | Russie      | 7.5    | 5           | 5           |
| 6    | Peggy Schwarz / Mirko Müller            | Allemagne   | 10.0   | 8           | 6           |
| 7    | Dorota Zagórska / Mariusz Siudek        | Pologne     | 10.0   | 6           | 7           |
| 8    | Olena Bilousivska / Stanislav Morozov   | Ukraine     | 13.0   | 10          | 8           |
| 9    | Lesley Rogers / Michael Aldred          | Royaume-Uni | 13.5   | 9           | 9           |
| 10   | Elaine Asanakis / Joel McKeever         | Grèce       | 15.5   | 11          | 10          |
| 11   | Evgenia Filonenko / Igor Marchenko      | Ukraine     | 15.5   | 7           | 12          |
| 12   | Sabrina Lefrançois / Nicolas Osseland   | France      | 17.0   | 12          | 11          |
| 13   | Inga Rodionova / Alexander Anichenko    | Azerbaïdjan | 19.5   | 13          | 13          |
| 14   | Svetlana Plachonina / Dmitri Kaploun    | Biélorussie | 21.0   | 14          | 14          |
| 15   | Ekaterina Nekrassova / Valdis Mintals   | Estonie     | 23.0   | 16          | 15          |
| 16   | Maria Krasiltseva / Alexander Chestnikh | Arménie     | 23.5   | 15          | 16          |
| 17   | Oľga Beständigová / Jozef Beständig     | Slovaquie   | 25.5   | 17          | 17          |

### Danse sur glace
| Rang                                               | Nom                                     | Nation      | Points | Danse imposée 1 | Danse imposée 2 | Danse originale | Danse libre |
| -------------------------------------------------- | --------------------------------------- | ----------- | ------ | --------------- | --------------- | --------------- | ----------- |
| 1                                                  | Oksana Grichtchouk / Ievgueni Platov    | Russie      | 2.0    | 1               | 1               | 1               | 1           |
| 2                                                  | Anzhelika Krylova / Oleg Ovsiannikov    | Russie      | 4.0    | 2               | 2               | 2               | 2           |
| 3                                                  | Sophie Moniotte / Pascal Lavanchy       | France      | 6.4    | 4               | 4               | 3               | 3           |
| 4                                                  | Marina Anissina / Gwendal Peizerat      | France      | 7.6    | 3               | 3               | 4               | 4           |
| 5                                                  | Irina Lobatcheva / Ilia Averboukh       | Russie      | 10.0   | 5               | 5               | 5               | 5           |
| 6                                                  | Irina Romanova / Igor Yaroshenko        | Ukraine     | 12.0   | 6               | 6               | 6               | 6           |
| 7                                                  | Barbara Fusar-Poli / Maurizio Margaglio | Italie      | 14.6   | 7               | 7               | 8               | 7           |
| 8                                                  | Margarita Drobiazko / Povilas Vanagas   | Lituanie    | 15.6   | 8               | 9               | 7               | 8           |
| 9                                                  | Sylwia Nowak / Sebastian Kolasiński     | Pologne     | 18.4   | 10              | 10              | 9               | 9           |
| 10                                                 | Kateřina Mrázová / Martin Šimeček       | Tchéquie    | 19.4   | 9               | 8               | 10              | 10          |
| 11                                                 | Diane Gerencser / Pasquale Camerlengo   | Italie      | 22.2   | 12              | 11              | 11              | 11          |
| 12                                                 | Tatiana Navka / Nikolai Morozov         | Biélorussie | 23.8   | 11              | 12              | 12              | 12          |
| 13                                                 | Olena Hrushyna / Ruslan Honcharov       | Ukraine     | 26.2   | 14              | 13              | 13              | 13          |
| 14                                                 | Galit Chait / Sergei Sakhnovski         | Israël      | 28.8   | 16              | 16              | 14              | 14          |
| 15                                                 | Marika Humphreys / Philip Askew         | Royaume-Uni | 29.4   | 13              | 14              | 15              | 15          |
| 16                                                 | Iwona Filipowicz / Michal Szumski       | Pologne     | 31.6   | 15              | 15              | 16              | 16          |
| 17                                                 | Albena Denkova / Maxim Staviski         | Bulgarie    | 34.2   | 17              | 18              | 17              | 17          |
| 18                                                 | Natalia Gudina / Vitali Kurkudym        | Ukraine     | 37.2   | 19              | 23              | 18              | 18          |
| 19                                                 | Stephanie Rauer / Thomas Rauer          | Allemagne   | 38.8   | 23              | 19              | 19              | 19          |
| 20                                                 | Šárka Vondrková / Lukáš Král            | Tchéquie    | 40.2   | 18              | 17              | 22              | 20          |
| 21                                                 | Angelika Führing / Bruno Ellinger       | Autriche    | 41.6   | 21              | 22              | 20              | 21          |
| 22                                                 | Jenny Dahlen / Juris Razgulajevs        | Lettonie    | 43.6   | 20              | 20              | 21              | 23          |
| 23                                                 | Melissa Mohler / Michael Usthoff        | Allemagne   | 44.4   | 22              | 21              | 23              | 22          |
| 24                                                 | Bianca Szijgyarto / Szilárd Tóth        | Hongrie     | 48.6   | 24              | 24              | 25              | 24          |
| Couples de danse éliminés après la danse originale |                                         |             |        |                 |                 |                 |             |
| 25                                                 | Kaho Koinuma / Tigran Arakelian         | Arménie     |        | 26              | 27              | 24              | NC          |
| 26                                                 | Lucine Chakmakjian / Corey Lapaige      | Belgique    |        | 25              | 26              | 26              | NC          |
| 27                                                 | Anna Mosenkova / Dmitri Kurakin         | Estonie     |        | 27              | 25              | 27              | NC          |
| 28                                                 | Maikki Uotila / Toni Mattila            | Finlande    |        | 29              | 28              | 28              | NC          |
| 29                                                 | Bibiana Polisackova / Marian Mesaros    | Slovaquie   |        | 28              | 29              | 29              | NC          |